# Pelinoides flavipalpus
Pelinoides flavipalpus är en tvåvingeart som beskrevs av Wayne N. Mathis 1985. Pelinoides flavipalpus ingår i släktet Pelinoides och familjen vattenflugor. Inga underarter finns listade i Catalogue of Life.